# Dušan Jakomin
Dušan Jakomin je bil primorski duhovnik in prosvetni delavec, ki pa je večino svojega časa služboval v Italiji, in sicer med Slovenci v Italiji.

## Življenje
Dušan Jakomin se je rodil 11. januarja 1925 pri Sv. Antonu pri Kopru, v slovenski Istri, materi Mariji Turk ter očetu Martinu, ki je bil kmet in cerkveni pevec. Prve tri razrede osnovne šole je dokončal v domači vasi, ko je bil star devet let pa je prišel v Trst, kjer je dokončal italijansko osnovno šolo. Še zelo mlad, ob prejemu zakramentov sv. obhajila in birme, je sklenil, da bo postal duhovnik. Prvi razred gimnazije je opravil v Gorici, nato nadaljeval v Kopru v malem semenišču, kjer je maturiral leta 1945 ter bil posvečen 26. junija 1949, nove maše pa zaradi razmer ni smel imeti doma, v domači župniji je prvič maševal šele leta 1953 ob očetovem pogrebu. Duhovniško službo je začel v Mačkoljah (1949-50), nadaljeval na Opčinah (1950-51), v Dolini (1951-52), od leta 1953 do smrti pa je služboval v Škednju pri Trstu. Od tu je nekaj časa oskrboval Domjo, nato 12 let župnijo Sv. Barbare nad Miljami, ob koncu še Kolonkovec.
Vse svoje življenje je bil katehet na osnovni šoli v Škednju, nekaj časa je učil petje na srednji šoli. Glasbo (klavir) je študiral pri profesorju Emilu Komelu v Gorici in pri profesorju Ivanu Grbcu v Škednju. Ustanovil je in vodil pevski zbor v Škednju.
Od leta 1962 dalje je sodeloval na Radiu Trst A za tedensko oddajo Nabožna glasba ter za oddajo Vera in naš čas ter na radijski postaji sodeloval kot glasbeni in kulturni kritik.
Deloval je tudi kot publicist, bil je odgovorni urednik Našega vestnika, glasila slovenskih duhovnikov na Tržaškem, Pastirčka, mesečnika za mladino in Mladike, literarne revije (1958-1961). Sodeloval je tudi z revijo Ognjišče, za katero je napisal Kratek pregled glasbene zgodovine in Tržaški slovenci, član je bil vodstva Zveze katoliških časnikarjev v deželi, bil je predsednik Pripravljalnega odbora za škofovsko zborovanje in predstavnik slovenskih duhovnikov na Kongresu za manjšine v Trstu.
Bil je ustanovitelj in vodja Škedenjskega etnografskega muzeja (za kar je mdr. dobil Valvasorjevo nagado slovenskih muzealcev), ustanovitelj in predsednik Doma Jakoba Ukmarja v Škednju.
Umrl je mesec in dan po svojem 90. rojstnem dnevu v bolnišnici nad Smrtom, in sicer 12. februarja 2015.

## Dela
Delal je tudi kot publicist, napisal je več knjig.
- Škedenj: v besedi in sliki. 2 (1985)
- Cerkev v Škednju (1989)
- Škedenjska krušarca (1987, 1989, 2003)
- Narečni slovar Sv. Antona pri Kopru (1995)
- Skozi vasi do ljudi: Sv. Anton pri Kopru (1996)
- Mačkoljanska ljudska noša (1996)
- Islam in mi : od sprejemanja do dialoga (2003)
- Podoba Škedenjke v umetnosti in času (2004)
- Mali cerkveni slovar (2008)
- Škedenjski etnografski muzej (2009)
- Od petrolejke do iPada: pričevanje primorskega duhovnika (2015)

To so osebni spomini, dnevnik, branje, ki ga ponuja pisec. Sprejmi ga tako, kot je napisano, kakor vsak dnevnik. Verodostojnost pa je na vesti tistega, ki piše. To je poštenost, resnicoljubnost, zvestoba glede poročanja o dogodkih, da se je to, o čemer piše, zares zgodilo, da ni delo domišljije ali olepšanja, marveč pristnega spomina. Doživetja so nekaj “svetega”, ker so del osebnosti in sčasoma nekatera celo postanejo zgodovina. V poročanju sem hotel biti vreden bralčevega zaupanja.— Začetek knjige Od petrolejke do iPada

## Nagrade
Oktobra 2013 je prejel bronasto medaljo mesta Trst. Takratni tržaški župan, Roberto Cosolini je takrat dejal, da je gospod Jakom opravil veliko več od svojega duhovnega poslanstva. To nagrado je prejel le malo za Borisom Pahorjem in je bil sploh prvi slovenski duhovnik, ki jo je bil prejel. Bil je tudi prvi duhovnik, ki je leta 2002 prejel nagrado, poimenovano po duhovniku Alojzu Kocjančiču. Nagrado slovenske države mu je izročil že pokojni predsednik Janez Drnovšek. Za leto 1989 pa je dobil muzealsko Vasvasorjevo nagrado za življenjsko delo.

## Škedenjski etnografski muzej
Kot je že napisano v odstavku Življenje je bil Dušan Jakomin ustanovitelj in vodja Škedenjskega etnografskega muzeja. Nekoč je namreč Škedenj bil samostojna vas z značilno zgodovino in bogato ljudsko kulturno dediščino. Od svoje ustanovitve leta 1975 se je muzej uveljavil kot ena poglavitnih atrakcij Škednja. Velik del muzejske zbirke je posvečen glavni dejavnosti škedenjskih žena, to je peki odličnega kruha, katerega sloves je segal vse do Dunaja. Ženske so vsak dan hodile peš v mesto, kjer so prodajale kruh zasebnikom in gostilnam. Muzej hrani narodne noše ter dokumente in vsakdanje orodje, ki so vezani na preprosto vsakdanje življenje Škedenjcev, ki je bilo vse do srede 19. stoletja osnovano na poljedelstvu.